# Günter Mühlpfordt

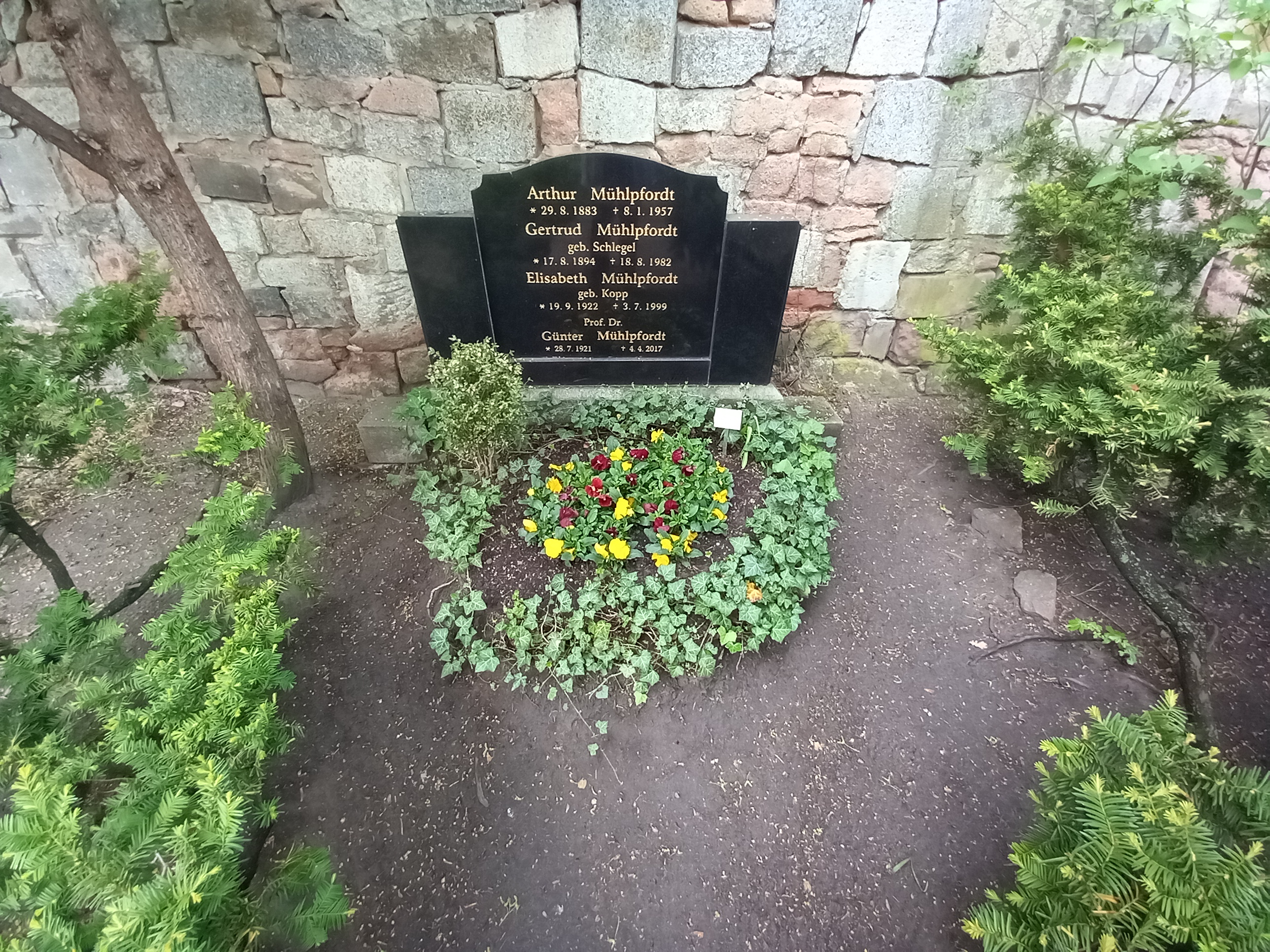
Das Grab von Günter Mühlpfordt und seiner Ehefrau Elisabeth geborene Kopp im Familiengrab auf dem Nordfriedhof (Halle)

Günter Mühlpfordt (* 28. Juli 1921 in Ammendorf; † 4. April 2017 in Halle (Saale)) war ein deutscher Historiker und Slawist sowie Erforscher der Radikalaufklärung.

## Werdegang
Mühlpfordt studierte 1939 bis 1941 an der Universität Halle Geschichte als Hauptfach, zusätzlich Ur- und Frühgeschichte, Rechtsgeschichte, Germanistik, Slawistik, Geografie und Philosophie. Nach seinem anfänglichen Interesse für die Mittelalter- und Urzeiterforschung widmete er sich, aufgrund des Reichtums an Quellen, der Frühneuzeit, insbesondere der „Aufklärung“ und wurde 1941 bei Martin Lintzel promoviert.
Nach seiner Rückkehr 1945 aus kanadischer Kriegsgefangenschaft arbeitete er als Dolmetscher. Gleichzeitig war er Dozent der Martin-Luther-Universität Halle-Wittenberg und an der Volkshochschule Halle angestellt. Im Jahr 1947 war Mühlpfordt zugleich Leiter und Referent der Studiengruppe Geschichte in Halle und auf Angebot von Eduard Winter trat er im selben Jahr als Assistent dem neu errichteten Institut für europäische Geschichte der Universität Halle bei. Im Jahr 1951 wurde er kommissarischer Direktor des Halleschen Universitätsinstituts für Osteuropäische Geschichte und 1954 dessen Direktor. Er stattete es mit der besten deutschen Bibliothek in Bezug auf moderne osteuropäische Geschichtswissenschaft aus.
Mühlpfordt habilitierte sich im Herbst 1952 und wurde 1954 zum Professor mit Lehrauftrag für das Fach Geschichte der Völker der UdSSR und der anderen slawischen Völker und zum Direktor des Instituts für Geschichte der Völker der UdSSR an der Philosophischen Fakultät der Universität Halle-Wittenberg berufen.
Gegen seine Antrittsvorlesung als Universitätsdozent zum Thema „Ursachen der Rückständigkeit im zaristischen Rußland“ wurde sowjetischerseits ein Verbot verhängt. Ende der 1950er Jahre wurde er aus politischen Gründen von der Martin-Luther-Universität vertrieben und 1963 sodann entpflichtet. Belegt mit einem Berufsverbot, lebte er über zwanzig Jahre als stellungsloser Privatgelehrter und veröffentlichte im Ausland. 1990 erfolgte seine vollständige Rehabilitation, doch publizierte er in den 1980er Jahren schon häufig in Mainstream-Medien der DDR-Forschung.
Zum Zeitpunkt seiner ordentlichen Emeritierung war Mühlpfordt schon fast siebzig Jahre alt, setzte aber seine wissenschaftliche Arbeit fort. Nach der Jahrtausendwende widmete er sich der Herausgabe der wichtigsten seiner über Jahrzehnte in aller Welt verstreut erschienenen Arbeiten zum Forschungsschwerpunkt „Mitteldeutsche Aufklärung.“ Die gleichnamige mehrbändige Schriftenreihe erscheint seit 2011 im Mitteldeutschen Verlag Halle.
Mühlpfordt konzentrierte seine Forschungen auf die Frühneuzeit, besonders auf die Aufklärung, außerdem auf die Reformation.

## Ehrungen (Auswahl)
Von der Breite und auch internationalen Anerkennung zeugte das Festkolloquium anlässlich seines 75. Geburtstags im Jahr 1996. Aus den damals im IZEA gehaltenen Vorträgen entstand in den Folgejahren die mehrbändige Festschrift für Günter Mühlpfordt über Europa in der Frühen Neuzeit.
Aufgrund seiner Verdienste um die Erforschung der Geschichte des mitteldeutschen Raumes erhielt er 1999 den Eike-von-Repgow-Preis der Stadt Magdeburg und der Otto-von-Guericke-Universität Magdeburg.
Mühlpfordt war Mitglied der Historischen Kommission der Sächsischen Akademie der Wissenschaften zu Leipzig und der Wissenschaftsakademien von Erfurt und Görlitz.
2001 bekam er ein „Diamantenes Doktordiplom“, auf den Tag genau sechzig Jahre nach seiner Promotion, von der Martin-Luther-Universität überreicht.

## Publikationen (Auswahl)
- Die deutsche Führung des böhmisch-mährischen Raumes in der Zeit Maria Theresias und Josefs II., 1941 (Dissertation).
- Die polnische Krise von 1863. Die Begründung der russisch-preußisch-deutschen Entente der Jahre 1863–71. Vornehmlich nach preußische und russischen Akten, 1952 (Habilitationsschrift).
- Russische Wortkunde. Hilfsbuch für Lektüre und Unterricht, Engelhard-Reyher-Verlag, Gotha 1948.
- Das Stichjahr 1735 – Zur Differenzierung und Radikalisierung der Wolffschen Schule, in: Wissenschaftliche Zeitschrift. Martin-Luther-Universität Halle-Wittenberg. Gesellschafts- und sprachwissenschaftliche Reihe 30 (1981), S. 63–75.
- Die „sächsischen Universitäten“ Leipzig, Jena, Halle und Wittenberg als Vorhut der deutschen Aufklärung, in: Karl Czok (Hrsg.): Wissenschafts- und Universitätsgeschichte in Sachsen im 18. und 19. Jahrhundert. Nationale und internationale Wechselwirkung und Ausstrahlung. Beiträge des internationalen Kolloquiums zum 575. Jahr der Universitätsgründung am 26. und 27. November 1984 in Leipzig (= Abhandlungen der Sächsischen Akademie der Wissenschaften zu Leipzig. Philologisch-historische Klasse, Bd. 71, Heft 3), Berlin: Akademie-Verlag 1987, S. 25–50.
- 1740, nicht 1741. Zu Bahrdts Geburtsjahr. Irrtum oder Manipulation?, in: Gerhard Sauder, Christoph Weiß (Hrsg.): Carl Friedrich Bahrdt (1740–1792). St. Ingbert 1992, S. 291–305.
- mit Günter Schenk: Der Spirituskreis (1890–1958). Eine Gelehrtengesellschaft in neuhumanistischer Tradition. Vom Kaiserreich bis zum Verbot durch Walter Ulbricht im Rahmen der Verfolgungen an der Universität Halle 1957 und 1958, 2 Teile, Hallescher Verlag, Halle (Saale) 2001–2004.
- mit Ulman Weiß: Kryptoradikalität in der Frühneuzeit, Steiner Verlag, Stuttgart 2009.
- Rätsel Riade. Die Ungarnschlacht von 933 und Deutschlands Einigung, Mitteldeutscher Verlag, Halle (Saale) 2009.
- Halle-Leipziger Aufklärung. Kernstück der Mitteldeutschen Aufklärung, Mitteldeutscher Verlag, Halle (Saale) 2011.
- Demokratische Aufklärer 1: Bahrdt und die Deutsche Union, Mitteldeutscher Verlag, Halle (Saale) 2014.
- Demokratische Aufklärer 2: Getarnte und offene Radikalaufklärung, Mitteldeutscher Verlag, Halle (Saale) 2015.
- mit Erich Donnert: Baltische Geschichte. Esten, Letten und Litauer unter fremden Mächten, Mitteldeutscher Verlag, Halle (Saale) 2016.
- mit Margarete Wein: Gesamtregister zu Band 1 bis 3 der Schriftenreihe Mitteldeutsche Aufklärung, Mitteldeutscher Verlag, Halle (Saale) 2017.